# Sphegina infuscata
Sphegina infuscata är en tvåvingeart som beskrevs av Friedrich Hermann Loew 1863. Sphegina infuscata ingår i släktet midjeblomflugor, och familjen blomflugor. Inga underarter finns listade i Catalogue of Life.